# 變態王子與不笑貓
《變態王子與不笑貓》，簡稱《變貓》，是相樂總撰寫、カントク繪製插畫的日本輕小說作品。第6屆MF文庫J輕小說新人獎最優秀賞得獎作品，2010年10月由MF文庫J出版第1集，並創下MF文庫J的發售初期銷售量的最高紀錄。繁體中文版由尖端出版代理發行。简体中文版由天闻角川代理發行，湖南美术出版社出版。2011年3月發售的《月刊Comic Alive》5月號中發表將由お米軒連載改編漫畫，並於2011年6月號開始連載。2012年7月29日，在MF文庫J的10周年活動上宣布動畫化。電視動畫於2013年4月13日播放至6月29日。
2019年3月本傳小說完結，其官方正統劇情後續作《被學生脅迫的事能叫犯罪嗎？》則是從2018年3月開始連載，2020年12月小說連載完結，故事線正式結束。

## 故事簡介
整天腦中都只想著女孩子的橫寺陽人，被田徑社社長鋼鐵之王指定為下任社長。陽人加入社團，純粹是為了偷看游泳社的泳裝，因此認為自己不適合擔任社長，卻又說不出真心話，一直沒辦法拒絕。
某天，小學以來的死黨戳太告訴陽人，自從向不笑貓像許願後，自己滿腦子的桃色煩惱便消失無蹤。陽人向他仔細詢問後得知，只要把供品獻給不笑貓像，就能夠把自己不需要的東西，轉送給需要的人。
陽人在半信半疑下，抱著死馬當活馬醫的心態，前往貓像所在的一本杉之丘，打算把自己的「表面工夫」丟掉。到達目的地時，碰見名為筒隱月子的少女。兩人一聊才發現，原來月子也是要向貓像許願，把自己的「表情」送出去。兩人一同許願後，陽人用來綁供品的皮帶和月子供奉的肉包突然消失不見，同時陽人的表面工夫與月子的表情也就此消失。
陽人失去表面工夫後，常不自覺的把自己內心的想法說出來，使得全校師生都認為他是變態而避著他，還被取了「變態王子」這個綽號。失去表情的月子，則再也無法表現任何情緒。陽人和月子聯手，為了取回彼此失去的能力四處奔走，最後終於讓陽人發現只作表面工夫的少女小豆梓。梓帶著的項圈看起來很像獻給貓像的供品，陽人判斷自己的表面工夫就是被貓像轉送給她，決定想辦法向她取回。

## 登場人物

### 主要人物
橫寺陽人（聲：梶裕貴、小松未可子（幼年）（日本），江志倫、林沛笭（幼年）（台湾））
本作主角。就讀高中二年級，沒有與雙親及姐姐同住，成績不好。整天想著女孩子的事，從小學開始順從自己桃色煩惱所做出來的行動不斷被誤認為善行，卻又因說不出真心話而無法辯解，一直被認為是認真的好學生。升上高中後加入了活動地點離女子游泳社最近的田徑社，打算偷看穿泳裝的女生。為了爭取時間偷窺，陽人從未缺席，並在偷窺地點認真的熱身，運動時也為了多看幾眼，總是第一個做完練習後，坐在偷窺地點休息。陽人的行為讓他被社長鋼鐵之王誤認為是熱心社員，因為他比誰都認真，而決定選他當下一任社長。
向不笑貓像許願後，表面工夫被轉送給小豆梓，從此講話口無遮攔，被取了「變態王子」這個綽號，被筑紫認為是因田徑社的事務過度疲勞而精神錯亂一度暫停社團活動，還受到副社長的冷酷對待，周圍的人也都避著他。和小豆梓和解後取回自己的表面工夫，但後來為了以哥哥的身分保護月子並讓自己能夠無恐懼的跟筑紫說話，靠著不笑貓像的力量以內褲作為代價捨棄掉羞恥心(之後內褲穿越時空在陽人幼年時回到陽人身上)，變得能夠講出一部分的真心話，但作為結果，雖然不如之前想到什麼就說什麼，仍會不時作出變態言行的性格卻保留了下來。
在十年前已是一位十分成熟且善於照顧人的孩子，但也因為父母時常不在家而感到孤單。感受到幼稚園導師筒隱采咲（筒隱姐妹的母親）的寂寞後嘗試走進對方的心房，並且如同母子般相處了一段相當長的時間，帶着一定的自覺和微微的嫉妒飾演着筒隱采咲遠在意大利的兩位女兒的替代品角色。
為了好不容易和采咲解開誤會，卻因采咲重病在床而痛心無法和摰愛的母親留下任何回憶的筑紫，把自己的「回憶」借助不笑貓的力量送給了對方，作為轉讓的象徵是前一夜被當作洋娃娃打扮起來後留在頭上未被解下的緞帶，化作了筑紫一直以來用以扎起馬尾的髮帶。換言之，筑紫和母親相處的絕大部分回憶，以及舊屋中母女生活所留下的痕跡其實都來自於橫寺而非本人親身經歷。
作為代價，橫寺失去了所有形式的「回憶」，只能記住身邊的人的事情，一旦和該人分開就會失去關於對方的「回憶」，橫寺也因此無法記起和自分別和采咲、愛美、以及帶着面具的月子共度的三段過去。
不過，年幼的橫寺並未立刻把所有事情忘記，但較明顯的轉變是改稱「采咲阿姨」為「采咲女士」。雖然如此，在此之後似乎還尚餘一點的時間和她的兩個女兒相處，「（筑紫）長大後去意大利」的願望也是在見到采咲的身體略為好轉時許下，其中的意義其實是希望采咲在痊癒後能帶着筑紫姐妹去意大利和兩人在當地的祖父母一起生活，時間點定在長大後則是為了照顧筑紫姐妹使兩人不必過於頻密地轉學。
然而，從筑紫對年幼橫寺的記憶並不深刻一點推測，這段時間也許並不長久。分開的原因似乎是橫寺父母在搬家後能空出更多時間陪伴橫寺，亦有可能和采咲不久後的過世有關。
把王爾德奉為心靈導師，常引用他的名言，這實際上是橫寺在回到十年前並和年幼橫寺相處時無意灌輸的意念，造成了橫寺對王爾德的崇拜。
月子、梓、筑紫都對他有好感，雖然本人並非懞然不覺但一直沒有明确表示。喜欢月子，但是也希望小豆梓和筑紫能遇到好的人。
第十三卷的結局後日談提及他升讀大學後與月子生活，但小豆梓經常借住，近乎同居。而其他女角亦會到訪，過上腐爛的大學生生活，"牆壁，地板上充滿一攤攤的白色"。
官方正統後續作《被學生脅迫的事能叫犯罪嗎？》中得知與月子結婚，誕有一女兼該作的女主「筒隱星花」。
橫寺弟
長相和陽人一模一樣，與月子很要好。實際上就是陽人本人，是陽人為了避免極度溺愛妹妹的筒隱筑紫盯上自己而虛構出來的人物。陽人平時對筑紫很謙虛，但在扮演弟弟的時候會出言不遜，加上筑紫認為他是妹妹的男朋友，誤會他欺騙妹妹而敵視他。周圍的人都心知肚明，只有筑紫堅定的認為兩人是不同人。
經過"橫寺弟誘殺作戰"後，筑紫開始喜歡上橫寺弟。
雖然陽人數度想要澄清，但筑紫都完全沒有聽下去，反而認為是橫寺家不喜歡這個人而無視其存在。
筒隱月子（聲：小倉唯（日本），劉如蘋（台湾））
7月26日生日。身高158cm。體重47kg。和陽人讀同一間高中，目前一年級。瀏海向右梳，短髮的左側特別綁成一束，像是尾巴一樣。外表給人年幼印象，胸部也不大（有時很在意，甚至到把陽人房間裡有大胸部的色情物品都丟掉，不過經橫寺於筒隱家浴室安裝的攝影機得知似乎有0.2公分的成長?），瞳色為蒼藍色，陽人覺得她像一只可爱的小猫。名家筒隱的次女，在懂事前雙親就已經身故，和姐姐相依為命。討厭自己孩子氣、情緒起伏劇烈的個性，而對不笑貓像許願，希望能夠丟掉表情，願望實現後再也無法用表情和語氣表達自己的情緒。受姐姐的影響而加入兒童服務社，失去表情後暫時停止在第一線服務。
得到其表情的正是不笑貓的雕像，象徵是許願時用掉的包子，雖然及後因筑紫的命令取回，但立時就將其轉讓給姐姐，包子也被不知詳情的筑紫吃下，並在此後和陽人一起尋找其他不需要表情的人。
知道陽人有溫柔的一面，加上曾經與失去表面工夫的陽人一起行動過，能夠包容他的部分變態行為，但與他說話的語氣很辛辣。
愛吃，也很會吃（食量極大），擅長料理、畫圖與按摩，房間裡有很多遊戲和殭屍電影的DVD，喜歡抽鬼牌與大貧民等撲克牌遊戲，也是太鼓街機高手。
雖然常說陽人變態，可是很喜歡陽人。
儘管因為過於年幼而對十年前的事完全沒有記憶，但早在故事開始的一段時間前已經和橫寺認識，又因為初遇的情景而能和沒用上表面功夫的橫寺相處，並在當時已對橫寺抱有一定的好感，約好了在當時還是初中生的月子昇上高中後再見。然而，由於她始終都帶着面具而且沒有透露任何個人訊息，不曾見過她真顏，亦無從辨識對方的橫寺很快就因為和對方在認知意義上的「分開」而讓回憶喪失的許願把相關記憶消去。
不過陽人幼年因橫寺家姊姊橫寺四葉常進出醫院，自己又不想見到姊姊虛弱的身影，常待在筒隱家陪伴以前的月見保育園老師彩咲阿姨，在筑紫和月子從幼年居住的義大利回來後確實有見過面，雖然月子當時還不懂事，不過把回憶的緞帶交給筑紫後的確有作為筒隱家的一部份一起生活一陣子，當然這也因為成為了「回憶」而被貓神消去。
第十三卷的結局後日談提及後來與陽人同居生活。
官方正統後續作《被學生脅迫的事能叫犯罪嗎？》中得知與陽人結婚，誕有一女兼該作的女主「筒隱星花」。
小豆梓（聲：石原夏織（日本），林沛笭（台湾））
和陽人同校、同年級，就讀2班。為了模仿某一位漫畫人物（小公主卡米拉）而留著波浪形金色長髮。是名貧乳美少女。表情豐富，讓人百看不膩，陽人覺得她就像一只狗狗。因为交友不順利而對別人不信任，在4月時轉學到陽人就讀的學校。對少女漫畫的貴族生活十分憧憬，偽裝成有錢人家千金，實際上為了假裝有錢而偷偷打工。把表面工夫還給陽人後，因為喜歡動物而繼續在動物cosplay咖啡廳打工。
雖然並非真正的千金小姐，但其氣質卻被旁人認為是貨真價實的。
在之前的學校，因為相當愛哭，又被周邊的男生捧成校花，因此被周邊的女生惡作劇，雖然並非所有惡作劇都含有惡意，但最終還是讓她變得十分孤單。
自從還給陽人他的表面功夫之後而喜歡他，常鼓起勇氣邀請他，卻總因為陽人只把她當朋友而失敗。
成績不好。很了解動物與昆蟲。
常常使用動物來比喻事物。
筒隱筑紫（聲：田村由香里（日本），蘇肇樺（台湾））
月子的姐姐，就讀高三，擔任田徑社社長。將長髮綁成馬尾，擁有傲人巨乳身材，運動神經出色，且精通武術的美女。和妹妹一樣瞳色有點偏藍色，但個性嚴厲而得到「鋼鐵之王」的稱號。非常厭惡懶散和背叛自己信賴的人。被她矯正過的人都非常怕她。
私底下過度的疼愛妹妹，雖然不會説英文，但為了和妹妹結婚，企圖搬到美國，並打算就讀麻省理工學院。即使自己不滿意妹妹說的話，但因為溺愛妹妹的關係也會接受。
喜歡充滿幻想風格、會讓人充滿期待的事物，因此常被陽人隨口說出的話騙的團團轉，並對橫寺弟的存在深信不疑。
得到月子的包子（表情）後，個性產生很大的變化，表情豐富多變，待人接物的方式也變的比較溫和一點。
敵視接近妹妹的橫寺弟（實際上是橫寺本人），企圖藉由暴力和色誘等方式破壞妹妹和橫寺弟的關係，但在筒隱家事件發生後，開始喜歡上橫寺弟。
愛美（艾玛努艾勒·波鲁勒蘿拉）（聲：寺川愛美（日本），蘇肇樺（台湾））
聖歌隊的少女成員，義大利混血兒。過去曾與陽人見過面，但陽人已經不記得了，非常喜歡陽人。
用緞帶（妹妹、蘿莉的象徵）綁成雙馬尾，瞳色為琥珀色。性格腹黑而且毒舌。
為貓神（招來貓）為達成橫寺願望（希望筑紫長大可以去義大利）召喚來的「道具」，若橫寺取消願望即會被消除。可是橫寺卻在愛美被消除之前阻止貓神，所以愛美留了下來。
原本認為貓神是方便的神祇，見識過它的力量後卻造成心理陰影，由於當時貓神是以小豆的身體和愛美對話的，因此愛美始終都沒有對小豆敞開心房。

### 教職員生
戳太（聲：野島裕史、內山夕實（幼年）（日本），孟慶府（台湾））
陽人的朋友，兩人從小學時代就認識了，和陽人同樣就讀高二。和陽人一樣充滿桃色煩惱，但自從向不笑貓像許願，將煩惱送給別人後，個性產生很大的改變，開始會關心別人。成績和陽人一樣差。原本加入江戶歷史探究社，後來退社成立新社團（黑手黨社），靠著栽培「一吸就能變幸福的草」賺來的錢進行人道援助。
很關心朋友，看到陽人在田徑社被孤立時，曾邀他加入自己的社團。
從小開始養兔子，將牠取名「彌次」，並把她當作自己的妹妹疼愛。
舞牧麻衣（聲：高倉有加（日本），劉如蘋（台湾））
田徑社副社長，打從心底尊敬社長，髮型、髮帶的顏色與說話口氣都和社長很像，因此有百合傾向。陽人失去表面功夫後，社長因為陽人被女社員孤立而比較關照他，讓副社長覺得很不是滋味，不斷使用色情言語攻擊他，還散播誇大其辭的謠言。
最初其實頗為憧憬陽人，但對陽人在失去表面功夫後所展現出來的變態言行感到十分失望，而這似乎才是她討厭陽人的真正理由。雖然很討厭陽人，但有時候也會發簡訊關心他。
小說第六卷的修學旅行向橫寺坦白其實自己挺羨慕他的，之後因筑紫送給她和橫寺的不笑貓棋子意外碰撞落地，陰錯陽差地和橫寺交換了身體。事件結束後成為橫寺的朋友。
學年主任（聲：慶長佑香（日本），劉如蘋（台湾））
動畫原創角色，兼任陽人的班導，被陽人譏為「老太婆」，她也以「女性公敵」、「變態」等字眼對陽人反唇相譏。
和歌本羽夏
新任女子游泳社社長，與田徑社副社長舞牧麻衣是好朋友。
早就知道陽人偷窺女子游泳社長達二年之事。不論說什麼，她都會和善地用笑容回應；相對的也散發出一種不論發生什麼情況，她都能保持笑容的恐怖感。有如狸貓般的垂眼慵懶而和氣，可愛又可怕。因此陽人稱她為和氣少女。

### 其他人物
貓神（聲：久保由利香（日本），林沛笭（台湾））
原為筒隱家所膜拜的神祕偶像，除了有筒隱家中的巨大貓神像外，還有山上供奉的不笑貓像。
小說第四卷中，小豆梓曾經因為向貓神許願後，意外被貓神附身，做出了不可思議的舉動；而貓神似乎有篡改人們對其許下之願望的魔力……
詳情參見#名詞解釋。
莫莉／莫莉亞（聲：高橋未奈美／洲崎綾（日本），劉如蘋／蘇肇樺（台湾））
梓在前個學校的朋友，對梓惡作劇說校外教學的地點是北海道（實際地點是沖繩），讓獨自在北海道空等的梓受到心靈創傷。稱呼梓為「小豆子」。
在小說第四卷和梓一同前去沖繩旅行後重修舊好。
梓的母親（聲：豐崎愛生（日本），劉如蘋（台湾））
外表年輕，對任何人都展現出友善態度的女性。很疼愛家裡飼養的寵物綠龜——維多。
身高比起小豆梓還要嬌小。
筒隱采咲（聲：櫻井浩美（日本），林沛笭（台湾））
筒隱姐妹的母親。
過世原因疑似為家族性的遺傳性疾病，每個人得病的時間並不同，且無法治療。目前已知的唯一的救助方法就是向一本杉之丘的不笑貓像許願將許願者的生命獻出。
結婚時尚是高中生，因為早婚和與老公私奔而被親家人討厭，如果橫寺在回到過去時作出的其年齡為二十四歲的估算正確，在生下筑紫時她可能尚未滿十八歲。
雖然有時會說狠話，不過為人其實很好。陽人小時候常找她（但因為成為回憶贈與筑紫，陽人無法回想起來）。
很疼愛自己的女兒可是卻沒能力照顧也沒能力奪回養育權，因此被筑紫認為是拋棄而討厭她，後來誤會解除（小說第五卷）。但從月子對她沒有甚麼印象看來，當時她的時間已所剩無幾。
橫寺四葉
橫寺陽人的姐姐，自幼體弱多病。

## 名詞解釋
不笑貓像
位於筒隱家土地內的一本杉之丘，有點像招財貓的木頭雕像。和普通的招財貓不同，面無表情而且兩隻手擺出感覺上像是在向人要東西的姿勢。是從前筑紫和妹妹吵架時，為了與妹妹和好而參考筒隱家的貓神像雕刻而成的木雕，和好後被擺在一本杉之丘上。
只要獻上供品，就能實現願望，將自己不要的東西送給需要的人。陽人不想要表面工夫時，不笑貓像將表面工夫轉送給小豆。月子的表情則被不笑貓像接收，後來月子許願把表情送給姐姐，實現後不笑貓像力量大幅減弱，讓前來許願的人減少很多。
因为阳人觉得月子像一只可爱的小猫咪，但是又因失去表情的缘故，有说法标题《变态王子与不笑猫》中的“不笑猫”又可以用来暗指筒隐月子。
貓神像
被收在筒隱家儲藏室的巨大貓像，一本杉丘陵上貓像的原型。代代繼承的神靈，能夠實現家族成員的願望，但是實現的人會折損壽命。會用難以預計的方式實現願望。原本被封印起來，後來卻因為有人向它許願，讓局勢一發不可收拾。

## 出版書籍

### 小說
- 自2014年1月起，简体中文版小说在中国大陆各主要销售通路大规模下架[11][12]，网络中流传着一些推论[13]，但代理方天闻角川尚未对此做法进行说明。

| 卷数 | Media Factory  | Media Factory          | 尖端出版       | 尖端出版               | 天聞角川       | 天聞角川               | 備註                                                                                      |
| 卷数 | 初版發售日期   | ISBN                   | 初版發售日期   | EAN / ISBN             | 初版發售日期   | ISBN                   | 備註                                                                                      |
| ---- | -------------- | ---------------------- | -------------- | ---------------------- | -------------- | ---------------------- | ----------------------------------------------------------------------------------------- |
| 1    | 2010年10月25日 | ISBN 978-4-8401-3555-9 | 2011年10月14日 | ISBN 978-957-10-4624-2 | 2012年10月20日 | ISBN 978-7-5356-5657-5 |                                                                                           |
| 2    | 2011年1月25日  | ISBN 978-4-8401-3800-0 | 2012年2月3日   | ISBN 978-957-10-4713-3 | 2012年12月20日 | ISBN 978-7-5356-5812-8 |                                                                                           |
| 3    | 2011年5月25日  | ISBN 978-4-8401-3893-2 | 2012年7月4日   | ISBN 978-957-10-4843-7 | 2013年3月20日  | ISBN 978-7-5356-6072-5 |                                                                                           |
| 4    | 2011年9月22日  | ISBN 978-4-8401-4207-6 | 2012年9月28日  | ISBN 978-957-10-4955-7 | 2013年5月20日  | ISBN 978-7-5356-6205-7 |                                                                                           |
| 5    | 2012年3月23日  | ISBN 978-4-8401-4528-2 | 2013年2月19日  | EAN 471-7702-25343-1   | 2013年6月20日  | ISBN 978-7-5356-6234-7 | 繁體中文特裝版附年曆筆記本                                                                |
| 5    | 2012年3月23日  | ISBN 978-4-8401-4528-2 | 2013年4月15日  | ISBN 978-957-10-5103-1 | 2013年6月20日  | ISBN 978-7-5356-6234-7 |                                                                                           |
| 6    | 2013年3月25日  | ISBN 978-4-8401-4686-9 | 2013年8月15日  | EAN 471-7702-25628-9   | 2013年10月5日  | ISBN 978-7-5356-6536-2 | 繁體中文特裝版附雙重書衣、短篇小說《變態王子與不笑貓 ＮＴＴ計畫》、明信片Ａ款＋Ｌ夾、胸章 |
| 6    | 2013年3月25日  | ISBN 978-4-8401-4973-0 | 2013年8月15日  | ISBN 978-957-10-5278-6 | 2013年10月5日  | ISBN 978-7-5356-6536-2 | 日文特裝版附廣播劇CD                                                                      |
| 7    | 2013年10月25日 | ISBN 978-4-04-066028-8 | 2014年2月7日   | ISBN 978-957-10-5499-5 |                |                        |                                                                                           |
| 8    | 2014年4月25日  | ISBN 978-4-04-066389-0 | 2014年8月7日   | EAN 471-7702-26246-4   |                |                        | 繁體中文特裝版附充氣抱枕 ── 月子款、特裝書盒                                              |
| 8    | 2014年4月25日  | ISBN 978-4-04-066389-0 | 2014年8月7日   | ISBN 978-957-10-5634-0 |                |                        |                                                                                           |
| 9    | 2014年12月25日 | ISBN 978-4-04-067316-5 | 2015年4月23日  | EAN 471-7702-26603-5   |                |                        | 繁體中文特裝版附「月子滑溜溜」限量書包一個                                                |
| 9    | 2014年12月25日 | ISBN 978-4-04-067316-5 | 2015年4月23日  | ISBN 978-957-10-5914-3 |                |                        |                                                                                           |
| 10   | 2015年5月25日  | ISBN 978-4-04-067655-5 | 2015年11月19日 | ISBN 978-957-10-6189-4 |                |                        |                                                                                           |
| 11   | 2016年3月25日  | ISBN 978-4-04-067954-9 | 2016年8月16日  | ISBN 978-957-10-6737-7 |                |                        |                                                                                           |
| 12   | 2018年3月24日  | ISBN 978-4-04-069182-4 | 2018年11月15日 | ISBN 978-957-10-8360-5 |                |                        |                                                                                           |
| 13   | 2019年3月25日  | ISBN 978-4-04-065624-3 | 2023年3月17日  | ISBN 978-626-35-6312-4 |                |                        |                                                                                           |

### 漫畫
| 卷數 | Media Factory  | Media Factory          | 尖端出版      | 尖端出版               | 備註                                                                                                 |
| 卷數 | 初版發售日期   | ISBN                   | 初版發售日期  | EAN/ISBN               | 備註                                                                                                 |
| ---- | -------------- | ---------------------- | ------------- | ---------------------- | --- |
| 1    | 2011年8月23日  | ISBN 978-4-8401-4024-9 | 2012年2月1日  | EAN 471-7702-24535-1   | |
| 1    | 2011年8月23日  | ISBN 978-4-8401-4024-9 | 2012年2月1日  | EAN 471-7702-24658-7   | 繁體中文限定版附隱藏書衣                                                                             |
| 2    | 2012年3月23日  | ISBN 978-4-8401-4436-0 | 2012年8月9日  | EAN 471-7702-24974-8   | |
| 2    | 2012年3月23日  | ISBN 978-4-8401-4436-0 | 2012年8月10日 | EAN 471-7702-24975-5   | 繁體中文限定版附月子桌上迷你人型立牌                                                                 |
| 3    | 2012年10月23日 | ISBN 978-4-8401-4736-1 | 2013年2月14日 | EAN 471-7702-25321-9   | |
| 3    | 2012年10月23日 | ISBN 978-4-8401-4736-1 | 2013年2月19日 | EAN 471-7702-25322-6   | 繁體中文特裝版附特典雙書衣第二彈 ── 筒隱姊妹入浴超萌款                                               |
| 4    | 2013年3月23日  | ISBN 978-4-8401-5031-6 | 2013年8月15日 | EAN 471-7702-25624-1   | |
| 4    | 2013年3月23日  | ISBN 978-4-8401-5031-6 | 2013年8月15日 | EAN 471-7702-25625-8   | 繁體中文特裝版附人型立牌系列第二彈 ── 貓耳小豆梓的超萌獎勵時間                                       |
| 5    | 2014年1月23日  | ISBN 978-4-04-066244-2 | 2014年8月7日  | EAN 471-7702-26228-0   | |
| 5    | 2014年1月23日  | ISBN 978-4-04-066244-2 | 2014年8月7日  | EAN 471-7702-26229-7   | 繁體中文特裝版附： - 害羞月子生寫真 - 我的朋友很少x變態王子與不笑貓『無敵殘念x最強變態』合體漫畫小冊 |
| 6    | 2015年3月23日  | ISBN 978-4-04-067285-4 | 2015年8月7日  | EAN 471-7702-26762-9   | |
| 7    | 2015年12月20日 | ISBN 978-4-04-067859-7 | 2016年8月11日 | ISBN 978-957-106-778-0 | |
| 8    | 2018年3月23日  | ISBN 978-4-04-069827-4 | 2021年7月27日 | ISBN 978-626-308-870-2 | |

變態王子與不笑貓。喵！(全)
相樂總（原作）、華師（作畫）
| 卷数 | Media Factory | Media Factory          | 尖端出版      | 尖端出版             |
| 卷数 | 初版發售日期  | ISBN                   | 初版發售日期  | EAN                  |
| ---- | ------------- | ---------------------- | ------------- | -------------------- |
| 1    | 2013年3月23日 | ISBN 978-4-8401-5032-3 | 2013年10月8日 | EAN 471-7702-25717-0 |

### 畫集
- MEDIA FACTORY出版。
  - ，ISBN   978-4-0406-6326-5，2014年4月25日發售[14]。
- 繁體中文由尖端出版發行。
  - 《變態王子與不笑貓 kantoku畫冊》，ISBN  978-957-105-635-7，2014年8月7日出版。

## 電視動畫
本作品的動畫版於2013年4月播出。

### 製作人員
- 原作：相樂總（MF文庫J『變態王子與不笑貓』／ Media Factory刊）
- 角色原案：
- 監督：鈴木洋平
- 系列構成：伊藤美智子
- 角色設計：飯塚晴子
- 音樂監督：明田川仁
- 動畫製作：J.C.STAFF
- 製作：「變貓。」製作委員會

### 主題曲
片頭曲「Fantastic future」
作詞：畑亞貴，作曲、編曲：太田雅友，主唱：田村由香里
片尾曲「Baby Sweet Berry Love」
作詞：山崎寬子，作曲：俊龍，編曲：Sizuk，主唱：小倉唯
TV版第1話未使用。

### 各話列表
| 話數   | 日文標題 | 中文標題             | 劇本       | 分鏡     | 演出              | 作畫監督                                | 收录原作卷数                 |
| ------ | -------- | -------------------- | ---------- | -------- | ----------------- | --------------------------------------- | ---------------------------- |
| 第1話  |          | 變態與不笑貓         | 伊藤美智子 | 鈴木洋平 | 鈴木洋平          | 都築裕佳子                              | 第1卷                        |
| 第2話  |          | 小妖精才不會動怒     | 伊藤美智子 | 鈴木洋平 | 太田知章          | 井本由紀、富永詠二 田中美穗             | 第1卷                        |
| 第3話  |          | 感到哀傷前請先出聲   | 伊藤美智子 | 篁蒼氓   | 筑紫大介          | 飯飼一幸                                | 第1卷 第4卷 月光下的失落世界 |
| 第4話  |          | 安樂地打倒帝王的方法 | 伊藤美智子 | 湖山禎崇 | 湖山禎崇          | 長谷川亨雄 福永智子、市原圭子           | 第1卷                        |
| 第5話  |          | 再見了，我的家       | 安川正吾   | 岩崎良明 | 岩崎良明          | 小林亮、小川浩司 山元浩、中島美子         | 第2卷 第4卷 冲繩快樂大結局   |
| 第6話  |          | 歡迎！我的朋友       | 安川正吾   | 篁蒼氓   | 德本善信          | 兵渡勝                                  | 第2卷                        |
| 第7話  |          | 總有一天會是我的家人 | 安川正吾   | 高田耕一 | 松川朋弘          | 木本茂樹                                | 第2卷                        |
| 第8話  |          | 100%的女孩子         | 今千秋     | 篁蒼氓   | 丸山由太          | 長谷川亨雄、小川浩司 田中美穗、松岡謙司     | 第3卷                        |
| 第9話  |          | 幸福的王子           | 伊藤美智子 | 篁蒼氓   | 白石道太 松川朋弘 | 飯飼一幸                                | 第3卷                        |
| 第10話 |          | 最漫長的事情         | 今千秋     | 高田耕一 | 松村正輝          | 富永詠二                                | 第5卷                        |
| 第11話 |          | 筒隱小姐的家中       | 安川正吾   | 湖山禎崇 | 則座誠            | 酒井智史、青木里惠 佐佐木幸惠           | 第5卷                        |
| 第12話 |          | 變態王子與記憶之外   | 伊藤美智子 | 鈴木洋平 | 鈴木洋平          | 伊東葉子、小森篤 長谷川亨雄、小野田將人 | 第5卷                        |

### 播放電視台
日本深夜動畫：下文記載的日本国内播放時間使用日本標準時間（UTC+9）表示。因為部分時間标识會採用30小时制，因此請留意这类超过24:00的时间，其實際播放時間為翌日清晨。
| 播放地區   | 播放電視台  | 播放日期               | 播放時間（UTC+9）         | 所屬聯播網 | 備註              |
| ---------- | ----------- | ---------------------- | ------------------------- | ---------- | ----------------- |
| 東京都     | TOKYO MX    | 2013年4月13日－6月29日 | 星期六 22時30分－23時00分 | 獨立UHF局  |                   |
| 愛知縣     | 愛知電視台  | 2013年4月13日－6月29日 | 星期六 26時20分－26時50分 | 東京電視網 |                   |
| 近畿廣域圈 | 每日放送    | 2013年4月13日－6月29日 | 星期六 26時28分－26時58分 | 日本新聞網 | Anime Shower第2部 |
| 日本全國   | BS11        | 2013年4月14日－6月30日 | 星期日 24時30分－25時00分 | 衛星電視   | ANIME+節目        |
| 福岡縣     | RKB每日放送 | 2013年4月15日－7月1日  | 星期一 26時25分－26時55分 | 日本新聞網 |                   |
| 北海道     | TV北海道    | 2013年4月16日－7月2日  | 星期二 26時05分－26時35分 | 東京電視網 |                   |
| 日本全國   | Animax      | 2013年4月18日－7月4日  | 星期四 22時00分－22時30分 | 衛星電視   | 有重播            |
| 日本全國   | Animax      | 2013年4月20日－7月6日  | 星期六 22時00分－22時30分 | 衛星電視   | 免費放送          |

| 播放地區 | 播放電視台 | 播放日期                 | 當地播放時間            | 所屬聯播網  | 備註             |
| -------- | ---------- | ------------------------ | ----------------------- | ----------- | ---------------- |
| 香港     | Animax     | 2014年4月1日－4月16日    | 星期一至五 21:00－21:30 |             |                  |
| 臺灣     | Animax     | 2014年7月14日－7月25日   | 每日 20:30－21:00       | 有線電視    | 含中配、重播時段 |
| 臺灣     | 曼迪日本台 | 2014年10月25日－11月30日 | 星期六、日 23:30－24:00 | 中華電信MOD |                  |

### 藍光 / DVD
| 卷數 | 發售日         | 收錄話          | 藍光初回限定盤 | 藍光特裝版 | DVD       |
| ---- | -------------- | --------------- | -------------- | ---------- | --------- |
| 1    | 2013年6月26日  | 第1話 ~ 第2話   | MFXN-0001      | MFXN-0007  | MFBN-0001 |
| 2    | 2013年7月24日  | 第3話 ~ 第4話   | MFXN-0002      | MFXN-0008  | MFBN-0002 |
| 3    | 2013年8月28日  | 第5話 ~ 第6話   | MFXN-0003      | MFXN-0009  | MFBN-0003 |
| 4    | 2013年9月25日  | 第7話 ~ 第8話   | MFXN-0004      | MFXN-0010  | MFBN-0004 |
| 5    | 2013年10月30日 | 第9話 ~ 第10話  | MFXN-0005      | MFXN-0011  | MFBN-0005 |
| 6    | 2013年11月27日 | 第11話 ~ 第12話 | MFXN-0006      | MFXN-0012  | MFBN-0006 |

### CD
| 發售日        | 名稱                  | 期間限定盤 | 通常盤    |
| ------------- | --------------------- | ---------- | --------- |
| 2013年4月17日 | Fantastic future      | 不適用     | KICM-1441 |
| 2013年5月8日  | Baby Sweet Berry Love | KICM-91442 | KICM-1442 |

### 爭議
2013年4月29日上午，即在4月27日第三話播出的兩天後，有日本2ch網民發現在主角橫寺陽人搭乘電車的場景中，車廂懸掛著一韓國藝人組合INFINITE的宣傳海報，於是引發部分網民抨擊製作方替韓國歌手宣傳。由於該一集的動畫製作公司和劇本家與發生櫻花莊蔘雞湯事件（參見櫻花莊的寵物女孩）的當事者一樣是J.C.STAFF及伊藤美智子，有網絡右翼形容今次事件為「蔘雞莊的惡夢」再臨；更有網絡右翼把矛頭指向伊藤美智子，對其進行人身攻擊。但實際上，在2ch的討論區上，也有不少人指責網絡右翼小題大作。

### 檢舉
動畫頻道Animax在台灣引進《變態王子與不笑貓》播出，但在播出沒多久，便遭到家長向台北市議員黃珊珊檢舉該作品有物化女性及性騷擾之嫌，黃珊珊更直接在公眾場合播出檢舉的揉胸部片段並指出不應該在黃金時段播出。但事後隔天卻有網友發現黃珊珊播放的片段並非Animax播放的片段，影片中的確也沒有該頻道的Logo。而這起爭議也間接影響到之前於該頻道播出的其他動畫，如《戀曲寫真》、《笨蛋、測驗、召喚獸》等。

## 外部連結
- 原作官方網站（页面存档备份，存于）（日語）
- 動畫官方網站（页面存档备份，存于）（日語）
- 月刊Comic Alive漫畫情報（页面存档备份，存于）（日語）

| ANIMAX 星期四 22:00－22:30 節目 | ANIMAX 星期四 22:00－22:30 節目             | ANIMAX 星期四 22:00－22:30 節目 |
| ------------------------------- | ------------------------------------------- | ------------------------------- |
|                                 | 變態王子與不笑貓 （2013年4月13日－6月29日） |                                 |
| 魔王勇者                        | 現視研 第二代                               |                                 |

| Animax 星期一至五 21:00－21:30 節目 | Animax 星期一至五 21:00－21:30 節目               | Animax 星期一至五 21:00－21:30 節目 |
| ----------------------------------- | ------------------------------------------------- | ----------------------------------- |
|                                     | 變態王子與不笑貓 （2014年4月1日－4月16日）        |                                     |
| 驚爆遊戲                            | 境界的彼方                                        |                                     |
| 星期六 23:00－24:00 節目            |                                                   |                                     |
| 驚爆遊戲 重播                       | 變態王子與不笑貓 重播 （2014年9月20日－10月25日） | 灼眼的夏娜Ⅲ 重播                    |
| 星期一至五 22:30－23:00 節目        |                                                   |                                     |
| 聖靈家族 重播                       | 變態王子與不笑貓 重播 （2015年3月6日－3月23日）   | 戀曲寫真 重播                       |

| Animax 星期一至日 20:30－21:00 節目 | Animax 星期一至日 20:30－21:00 節目             | Animax 星期一至日 20:30－21:00 節目 |
| ----------------------------------- | ----------------------------------------------- | ----------------------------------- |
|                                     | 變態王子與不笑貓 （2014年7月14日－7月25日）     |                                     |
| 果然我的青春戀愛喜劇搞錯了。        | 狐仙的戀愛入門                                  |                                     |
| 星期四 22:30－23:00 節目            |                                                 |                                     |
| 超次元戰記 戰機少女 重播            | 變態王子與不笑貓 重播 （2015年1月15日－4月2日） | 亂馬½ 重播                          |

| 曼迪日本台 星期六、日 23:30－24:00 節目 | 曼迪日本台 星期六、日 23:30－24:00 節目       | 曼迪日本台 星期六、日 23:30－24:00 節目 |
| --------------------------------------- | --------------------------------------------- | --------------------------------------- |
|                                         | 變態王子與不笑貓 （2014年10月25日－11月30日） |                                         |
| 惡魔求生者II                            | 東之伊甸                                      |                                         |